# Bourreria litoralis
Bourreria litoralis är en strävbladig växtart som beskrevs av John Donnell Smith. Bourreria litoralis ingår i släktet Bourreria och familjen strävbladiga växter. Inga underarter finns listade i Catalogue of Life.